# Canberra Tennis International
El Canberra Tennis International es un torneo profesional de tenis. Pertenece al ATP Challenger Tour y al Circuito Femenino ITF. Se juega desde el año 2015 sobre pistas dura, en Canberra, Australia.
En 2023 paso de ser un torneo ITF para las mujeres se volvió challenger al igual que el de hombres.

## Palmarés

### Individual masculino
| Año       | Campeón           | Finalista     | Resultado     |
| --------- | ----------------- | ------------- | ------------- |
| 2015      | Benjamin Mitchell | Luke Saville  | 5–7, 6–0, 6–1 |
| 2016      | James Duckworth   | Marc Polmans  | 7–5, 6–3      |
| 2017      | Matthew Ebden     | Taro Daniel   | 7–6(4), 6–4   |
| 2018      | Jordan Thompson   | Nicola Kuhn   | 6–1, 5–7, 6–4 |
| 2019-2022 | No celebrado      | No celebrado  | No celebrado  |
| 2023      | Márton Fucsovics  | Leandro Riedi | 7–5, 6–4      |
| 2024      | Dominik Koepfer   | Jakub Menšík  | 6–3, 6–2      |
| 2025      | João Fonseca      | Ethan Quinn   | 6–4, 6–4      |

### Individual femenino
| Año  | Campeona        | Finalista          | Resultado     |
| ---- | --------------- | ------------------ | ------------- |
| 2015 | Asia Muhammad   | Eri Hozumi         | 6–4, 6–3      |
| 2016 | Risa Ozaki      | Georgia Brescia    | 6–4, 6–4      |
| 2017 | Olivia Rogowska | Destanee Aiava     | 6–1, 6–2      |
| 2018 | Zoe Hives       | Olivia Rogowska    | 6–4, 6–2      |
| 2019 | No celebrado    | No celebrado       | No celebrado  |
| 2020 | Magdalena Fręch | Patricia Maria Țig | walkover      |
| 2021 | No celebrado    | No celebrado       | No celebrado  |
| 2022 | No celebrado    | No celebrado       | No celebrado  |
| 2023 | Katie Boulter   | Jodie Burrage      | 3–6, 6–3, 6–2 |
| 2024 | Nuria Párrizas  | Harriet Dart       | 6–4, 6–3      |
| 2025 | Aoi Ito         | Wei Sijia          | 6–4, 6–3      |

### Dobles masculino
| Año       | Campeones                       | Finalistas                       | Resultado             |
| --------- | ------------------------------- | -------------------------------- | --------------------- |
| 2015      | Alex Bolt Andrew Whittington    | Brydan Klein Dane Propoggia      | 7–6(7–2), 6–3         |
| 2016      | Luke Saville Jordan Thompson    | Matt Reid John-Patrick Smith     | 6–2, 6–3              |
| 2017      | Alex Bolt Bradley Mousley       | Luke Saville Andrew Whittington  | 6–3, 6–2              |
| 2018      | Evan Hoyt Wu Tung-lin           | Jeremy Beale Thomas Fancutt      | 7–6(7–5), 5–7, [10–8] |
| 2019-2022 | No celebrado                    | No celebrado                     | No celebrado          |
| 2023      | André Göransson Ben McLachlan   | Andrew Harris John-Patrick Smith | 6–3, 5–7, [10–5]      |
| 2024      | Daniel Rincón Abdullah Shelbayh | André Göransson Albano Olivetti  | 7–6(4), 6–3           |
| 2025      | Ryan Seggerman Eliot Spizzirri  | Pierre-Hugues Herbert Jérôme Kym | 1–6, 7–5, [10–5]      |

### Dobles femenino
| Año  | Campeonas                             | Finalistas                        | Resultado                |
| ---- | ------------------------------------- | --------------------------------- | ------------------------ |
| 2015 | Eri Hozumi Misa Eguchi                | Lauren Embree Asia Muhammad       | 7–6(15–13), 1–6, [14–12] |
| 2016 | Jessica Moore Storm Sanders           | Alison Bai Lizette Cabrera        | 6–3, 6–4                 |
| 2017 | Asia Muhammad Arina Rodionova         | Jessica Moore Ellen Perez         | 6–4, 6–4                 |
| 2018 | Ellen Perez Arina Rodionova           | Destanee Aiava Naiktha Bains      | 6–7(5–7), 6–3, [10–7]    |
| 2019 | No celebrado                          | No celebrado                      | No celebrado             |
| 2020 | Alison Bai Jaimee Fourlis             | Anna Bondár Pemra Özgen           | 5–7, 6–4, [10–8]         |
| 2021 | No celebrado                          | No celebrado                      | No celebrado             |
| 2022 | No celebrado                          | No celebrado                      | No celebrado             |
| 2023 | Irina Khromacheva Anastasia Tikhonova | Robin Anderson Hailey Baptiste    | 6–4, 7–5                 |
| 2024 | Veronika Erjavec Darja Semeņistaja    | Kaylah McPhee Astra Sharma        | 6–2, 6–4                 |
| 2025 | Jaimee Fourlis Petra Hule             | Darja Semeņistaja Nina Stojanović | 7–5, 4–6, [10–6]         |